# كريستا وليامز (لاعبة كرة لينة)
كريستا وليامز (بالإنجليزية: Christa Lee Williams)‏ هي لاعبة كرة لينة أمريكية، ولدت في 8 فبراير 1978 في هيوستن في الولايات المتحدة.

## وصلات خارجية
- كريستا وليامز على موقع أوليمبيديا (الإنجليزية)